# Biškupec Zelinski
Biškupec Zelinski je naseljeno mjesto u Republici Hrvatskoj u Zagrebačkoj županiji. Naselje je nosilo naziv Biškupec do 1900. i Biškupec Svetoivanski od 1910. do 1931.1991. godine selo je smanjeno za dio naselja koji je pripojen naselju Selnica Psarjevačka.

## Zemljopis
Administrativno je u sastavu grada Svetog Ivana Zeline. Naselje se proteže na površini od 2,68 km². 

## Stanovništvo
Prema popisu stanovništva iz 2001. godine Biškupec Zelinski ima 969 stanovnika koji žive u 290 kućanstava. Gustoća naseljenosti iznosi 361,57 st./km².
| broj stanovnika | 326   | 429   | 481   | 528   | 585   | 641   | 576   | 600   | 580   | 588   | 576   | 663   | 773   | 827   | 969   | 988   | 889   |
|                 | 1857. | 1869. | 1880. | 1890. | 1900. | 1910. | 1921. | 1931. | 1948. | 1953. | 1961. | 1971. | 1981. | 1991. | 2001. | 2011. | 2021. |

## Spomenici i znamenitosti
- Kurija Lentulaj
- Ivekovićeva kuća s mlinom